# Peter Friedrich Peters
Peter Friedrich Peters (* 6. März 1848 in Düsseldorf; † 19. Juli 1918) war ein deutscher Architekt des Historismus. Er wurde vor allem durch römisch-katholische Sakralbauten bekannt.

## Werk
Peters’ Werk umfasst vor allem Erweiterungen und Vollendungen sowie Restaurierungen älterer Kirchen. Beruflicher Höhepunkt war seine Berufung als Münsterbaumeister in Aachen.
Nach Peters’ Entwürfen wurde 1889/90 die neoromanische Kirche St. Matthias in Herzogenrath-Berensberg gebaut. Er restaurierte und ergänzte 1891/92 die barocke Fassade von St. Michael in Aachen mit Aachener Blaustein. Im gleichen Zeitraum entstand die Kirche St. Cornelius in Lamersdorf. Im heute zu Aachen gehörenden Burtscheid wurde von 1891 bis 1900 nach seinen Plänen die Kirche St. Michael in neobarocken Formen um ein Westjoch und den neuen Kirchturm mit Blaustein-Gesimsen erweitert. Von 1901 bis 1903 wurde der Neubau der Burtscheider Marienkapelle ausgeführt.
| Jahr      | Bild | Ort                   | Objekt        | Bundesland          | Kommentar |
| --------- | ---- | --------------------- | ------------- | ------------------- | --- |
| 1893      |      | Eschweiler-Bergrath   | Notkirche     | Nordrhein-Westfalen | Neubau, 1905/07 durch Neubau von Theodor Roß ersetzt.                                                              |
| 1886–1888 |      | Aachen                | St. Foillan   | Nordrhein-Westfalen | Restaurierung Westgiebel sowie Aufstockung und Ummantelung des Glockenturms                                        |
| 1888–1890 |      | Stolberg-Schevenhütte | St. Josef     | Nordrhein-Westfalen | Neubau |
| 1889–1890 |      | Berensberg            | St. Matthias  | Nordrhein-Westfalen | Neubau |
| 1890–1894 |      | Inden-Lamersdorf      | St. Cornelius | Nordrhein-Westfalen | Restaurierung des Äußeren, Verlängerung des Seitenschiffes und Anbau einer Sakristei                               |
| 1891–1900 |      | Aachen-Burtscheid     | St. Michael   | Nordrhein-Westfalen | Verlängerung des Kirchenschiffes und Bau des Glockenturms. Turm nach Kriegsbeschädigung verändert wiederaufgebaut. |
| 1900–1901 |      | Aachen-Rothe Erde     | St. Barbara   | Nordrhein-Westfalen | Neubau |
| 1900–1901 |      | Stolberg-Atsch        | St. Sebastian | Nordrhein-Westfalen | Neubau |
| 1901–1903 |      | Aachen-Burtscheid     | Marienkapelle | Nordrhein-Westfalen | Neubau |
| 1905–1907 |      | Eschweiler-Nothberg   | St. Cäcilia   | Nordrhein-Westfalen | Neubau |